# Leandro Greco
Leandro Greco, född 19 juli 1986 i Rom, är en italiensk fotbollsspelare som spelar för Hellas Verona i italienska Serie A. 

## Karriär

### Genoa
Sedan Livorno åkt ur Serie A löstes Greco från sitt kontrakt och skrev samtidigt på för Genoa.

## Meriter

### Klubb
Olympiakos
- Grekiska Superligan: 2012/2013
- Grekiska cupen: 2012/2013